# Rosthalsad dvärgspett
Rosthalsad dvärgspett (Picumnus fuscus) är en fågel i familjen hackspettar inom ordningen hackspettartade fåglar.

## Utbredning och systematik
Fågeln förekommer i nordöstra Bolivia (Beni) och väst-centrala Brasilien (västligaste Mato Grosso). Den behandlas som monotypisk, det vill säga att den inte delas in i några underarter.

## Status
Trots det begränsade utbredningsområdet och att den tros minska i antal anses beståndet vara livskraftigt av internationella naturvårdsunionen IUCN.